# Dryopteris kuratae
Dryopteris kuratae là một loài dương xỉ trong họ Dryopteridaceae. Loài này được Nakaike ex Hoshiz. & K.A.Wilson mô tả khoa học đầu tiên năm 1999.
Danh pháp khoa học của loài này chưa được làm sáng tỏ. 